# Miloš Cocić
Miloš Cocić (* 5. Juni 2003) ist ein serbischer Fußballspieler. Er steht ab der Saison 2024/25 im Aufgebot des FV Illertissen.

## Laufbahn
Cocić spielte ab 2010 im Münchner Nordwesten beim TSV Milbertshofen Fußball. Von der F2 bis zur D-Jugend durchlief er in sechs Jahren die jüngeren Mannschaften und kam dabei teilweise auch in der jeweils ein Jahr älteren Juniorenmannschaft zum Einsatz. Im Sommer 2016 wechselte er in den Münchner Süden nach Giesing und trat ins Nachwuchsleistungszentrum des TSV 1860 München ein. Ab der U14 spielte er für die Junglöwen zunächst als linker Verteidiger, später zunehmend offensiver. 2020 gelang ihm mit der U17 die Rückkehr in die B-Junioren-Bundesliga. In der folgenden Saison wollte er mit der U19 ebenfalls den Wiederaufstieg in die Bundesliga erreichen, die U19-Bayernliga wurde aber nach fünf Spielen aufgrund der COVID-19-Pandemie abgebrochen; die Löwen standen hinter der SpVgg Unterhaching ungeschlagen auf dem zweiten Platz.
Im Sommer 2020 wurde Cocić von Cheftrainer Michael Köllner zusammen mit einigen weiteren Jugendspielern auch in den Kader der Drittligamannschaft berufen. Er blieb aber neben Ahanna Agbowo der einzige, der keine Nominierung für den Spieltagskader erhielt. Dafür kam er am 31. Oktober 2020 erstmals für die Zweitvertretung der Sechzger in der Bayernliga Süd zum Einsatz, er stand beim 3:3 beim SV Pullach in der Startaufstellung. Daneben begann er beim TSV 1860 eine Ausbildung zum Kaufmann für Bürokommunikation.
Im Sommer 2021 wurde der Serbe erstmals in der ersten Mannschaft der Münchner Löwen eingesetzt. Nachdem er während der Saisonvorbereitung noch wegen einer Sprunggelenksverletzung hatte pausieren müssen, kam er zweimal im Toto-Pokal zum Einsatz. Im Erstrundenspiel beim SV Birkenfeld am 11. August wurde er für den verletzten Tim Linsbichler eingewechselt und erzielte später den Treffer zum 0:3-Endstand. Auch eine Woche später beim BSC Saas Bayreuth wurde er eingewechselt. In der Folge stand er mehrmals im Aufgebot der Bayernligamannschaft und wurde für das Spiel in Halle (Saale) erstmals auch in den Spieltagskader der Profis berufen. Ab Ende November gehörte er weitere vier Spiele zum Aufgebot, ohne dass er eingesetzt wurde. Am 11. Dezember gab er beim Auswärtssieg auf der Roten Erde in Dortmund sein Debüt im Profifußball, als er in der Nachspielzeit eingewechselt wurde. Im Sommer 2024 verlässt er den TSV 1860 München und wechselt zum FV Illertissen.